# Dark Star (Birmingham)
Dark Star war eine englische New-Wave-of-British-Heavy-Metal- und Rock-Band aus Birmingham, die 1979 unter dem Namen Berlin gegründet wurde, sich 1982 auflöste, 1985 wieder zusammenfand, ehe sie sich 1987 endgültig auflöste.

## Geschichte
Die Band wurde 1979 unter dem Namen Berlin gegründet und bestand aus den Brüdern Dave Harrison (E-Gitarre) und Rik Staines (Gesang, Keyboard), dem Bassisten Chris Causton, dem Gitarristen Bob Key und dem Schlagzeuger Steve Atkins. Zuvor hatte man eine Coverband namens Nightride betrieben, aber den Namen Berlin angenommen, nachdem man begonnen hatte, eigene Lieder zu schreiben. Im selben Jahr ging es zusammen mit Budgie auf Tour durch Großbritannien. Es folgte ein erstes Demo, woraufhin EMI auf die Band aufmerksam wurde und das Lied Lady of Mars für die zweite Auflage des Samplers Metal for Muthas, der im Frühling 1980 erschien, verwendet wurde. Zuvor hatte das Label die Band darauf aufmerksam gemacht, das bereits mindestens eine weitere Band den Namen Berlin verwendete, woraufhin sie sich in Dark Star umbenannte.
Im Sommer 1980 wurden mit Rock ’n’ Romancin und Renegade zwei weitere neue Lieder aufgenommen. Zudem arbeitete die Gruppe an einer ersten selbstfinanzierten Single, die ebenfalls Lady of Mars enthalten sollte. Da jedoch eine Person, die in die Organisation des Aufnahmeprozesses stark involviert war, das Geld gestohlen hatte, wurden Presseberichte veröffentlicht, dass das Erscheinen des Tonträgers und damit verbundene Auftritte aufgrund des Geldmangels nun doch nicht mehr vollzogen werden können. Dennoch wurde die Single, wenn auch nur in sehr geringer Stückzahl, bei dem bandeigenen Label Steel Strike Records unter dem Namen Lady of Mars mit Rock ’n’ Romancin und Renegade im Jahr 1980 veröffentlicht. Bei Avatar Records wurde die Single wiederveröffentlicht, wobei das Lied Renegade nicht mehr enthalten war. Zudem finanzierte das Label einige Auftritte, wobei Dark Star bei ihrer „The Metallical Mystery Tour“ zusammen mit White Spirit und Angel Witch auftrat. Gegen Ende des Jahres 1980 verließ Causton die Besetzung und wurde durch Mark Oseland ersetzt. Anfang 1981 begann die Gruppe mit ihren Arbeiten zu ihrem selbstbetitelten Debütalbum, das im selben Jahr bei Avatar Records erschien.
Nach der Veröffentlichung ging es zusammen mit den Labelkollegen Limelight und Chevy auf Tour durch Großbritannien. Danach folgten Auftritte in Europa zusammen mit Ten Years After, Budgie und Magnum. 1981 erschien in Spanien bei Avatar Records Lady of Mars, allerdings mit einer anderen B-Seite namens Louisa. Die zweite Single des Albums Kaptain Amerika erschien 1982 exklusiv in Spanien, ebenfalls mit Louisa als B-Seite. Im selben Jahr erklärte Avatar Records seinen bankrott. Daraufhin kam es zur Auflösung der Band. 1993 wurde das Debütalbum in Japan bei Pony Canyon mit sechs Bonusliedern wiederveröffentlicht. Außerdem erschien das Album 2013 bei Rock Candy mit sieben Liedern als Bonus erneut.
Gegen Ende des Jahres 1985 wurde die Band wiederbelebt. Die Band, nun bestehend aus Harrison, Staines und Key sowie Sessionmitgliedern, die im Studio und live die Besetzung komplettierten, hielt daraufhin Auftritte unter anderem mit Robin George ab, ehe sie einen Plattenvertrag bei FM-Revolver Records unterzeichnete. Hierüber erschien 1987 das zweite Album Real to Reel. Hierauf sind Backing Vocals von den Originalmitgliedern Steve Atkins und Chris Causton zu hören. Weitere Gastmusiker sind der Steel-Schlagzeuger Simon Atkins, der Keyboarder Paul Hodson und der Bassist Dave Keates. Kurz nach der Veröffentlichung löste sich die Band wieder auf.

## Stil
Laut Malc Macmillan in The N.W.O.B.H.M. Encyclopedia spielt die Gruppe auf ihrem Debütalbum typische Musik der New Wave of British Heavy Metal, die an Diamond Head und frühe Def Leppard erinnere. Real to Reel würde vor allem dem Adult-Orientated-Rock-Markt gefallen und sei mit Musik von Jokers Wild, Voyager und Winter’s Reign vergleichbar. Lieder wie Spy Zone und Sad Day in London Town würden stark Richtung Popmusik tendieren und hätten nichts mehr mit der ursprünglichen Band zu tun. Manfred Kerschke bezeichnete in NWoBHM New Wave of British Heavy Metal The glory Days die Musik als eine Mischung aus Hard Rock in mittlerer Geschwindigkeit und glattem US-amerikanischem Pomp Rock. Real to Reel biete US-amerikanisch geprägten Hard Rock, den er als bieder bezeichnete. Charakteristisch sei zudem der starke Keyboardeinsatz. Auf dem Album komme auch ein Saxophon zum Einsatz. The International Encyclopedia of Hard Rock and Heavy Metal bezeichnete die Musik des Debütalbums als ehrlichen britischen Rock, der gegen US-amerikanischen Adult Orientated Rock tendiere. Martin Popoff merkte in seiner Rezension in The Collector’s Guide of Heavy Metal Volume 2: The Eighties an, dass Dark Star zu den vielversprechenderen NWoBHM-Bands zählte, wenngleich auch der Erfolg ausgeblieben sei. Er zog einen Vergleich zu Iron Maiden der 1970er Jahre und sei zudem mit Gaskin, Witchfynde und Demon vergleichbar. Die Lieder Lady of Mars und Lady Love hätten Gemeinsamkeiten zu Songs von Trespass, Diamond Head und ein wenig Saxon. Den Liedern würde ein US-Rock-Charme zugrunde liegen und seien in den 1970er Jahren verankert und durch die 1980er Jahre erweitert worden. Eduardo Rivadavia von Allmusic empfand Lady of Mars als melodisch und von Thin Lizzy inspiriert. Das Debütalbum sei ein kleiner Klassiker und mit Def Leppard und Diamond Head vergleichbar. Die Musik des zweiten Albums sei kommerzieller Adult Orientated Rock.

## Diskografie
- 1980: Demo (Demo, Eigenveröffentlichung)
- 1980: Lady of Mars (Single, Steel Strike Records)
- 1981: Dark Star (Album, Avatar Records)
- 1982: Kaptain Amerika (Single, Avatar Records)
- 1987: Real to Reel (Album, FM-Revolver Records)